# Rafael Cordero Santiago

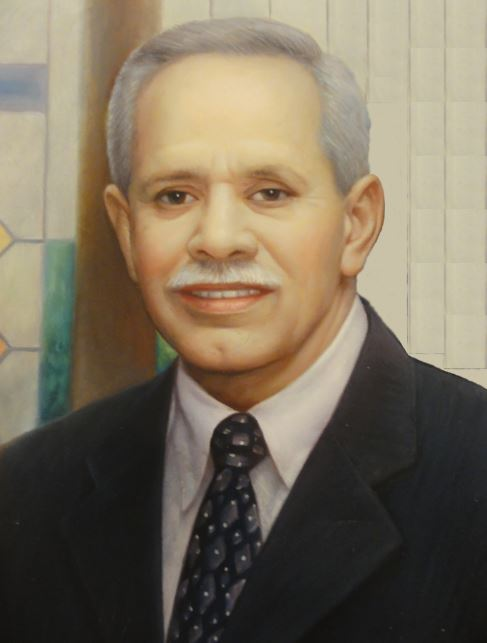
Foto de Rafael Cordero Santiago ('Churumba').

Rafael Cordero Santiago (* 24 de octubre de 1942 – † Río Piedras (Puerto Rico); 17 de enero de 2004), más conocido como "Churumba", fue el alcalde de la ciudad de Ponce, Puerto Rico desde el 1988 hasta su muerte en el 2004. Cordero fue un político muy respetado entre los puertorriqueños, incluyendo aquellos que no seguían su ideología. Muchos lo consideraban un ícono de la ciudad, siendo bautizado como El León Mayor, en referencia al león como símbolo de la ciudad.
"Churumba" - un apodo en referencia a su estatura - es un término que antes se usaba para referirse a algunos trompos.

## Biografía
Rafael Cordero Santiago nació en el sector La Playa de la ciudad de Ponce. Estudio en la Pontificia Universidad Católica de Puerto Rico desde el 1960 hasta el 1964, recibiendo un bachillerato en Artes, con concentración en ciencias políticas, economía, y ciencias sociales.
Como estudiante, Cordero fue miembro de la Fraternidad Nu Sigma Beta, capítulo Delta.
Cordero comenzó a envolverse en la política de Puerto Rico en el 1969, cuando comenzó a trabajar como ayudante especial del exgobernador, Rafael Hernández Colón, que en ese momento era presidente del Senado.
Como miembro del Partido Popular Democrático de Puerto Rico (PPD), Cordero trabajó en el Departamento de Finanzas y Derechos de los Trabajadores.

### Alcalde de Ponce
En 1988, Cordero recibió el apoyo del entonces gobernador, Rafael Hernández Colón, para la posición de alcalde de Ponce. Ese mismo año, Cordero ganó las elecciones por un margen de 1,617 votos contra su oponente, Helcías Bermúdez, del Partido Nuevo Progresista.
Cordero fue clave en la celebración de los Juegos Centroamericanos y del Caribe que se celebraron en la ciudad de Ponce en 1993.
En 2001, Cordero fue arrestado y encarcelado por 30 días después de practicar desobediencia civil durante las protestas contra la Marina en la isla de Vieques al entrar ilegalmente en terrenos restringidos.
A finales del 2003, Cordero firmó e inició la construcción de un mega-puerto con un valor multimillonario en Ponce, por el cual luchó varios años y el cual recientemente fue nombrado en su honor. Este proyecto será una facilidad marítima que permitirá que Ponce obtenga $150 millones de dólares hasta el 2076, al igual que generará empleos para los residentes, mejorara el Aeropuerto Internacional Mercedita y la industria hotelera en Ponce.

## Muerte y Funeral
Cordero Santiago murió a la edad de 61 años el 17 de enero de 2004, a las 9:00 AM, en el centro médico de Río Piedras luego de entrar en estado de coma y sufrir una hemorragia cerebral y ser trasladado del hospital Damas de Ponce. Su deseo póstumo de donar sus órganos fue cumplido.
Los servicios funerales se celebraron en el Auditorio Juan Pachín Vicéns con una guardia rotativa de políticos, empleados públicos, y diferentes personalidades del deporte de Ponce. Muchos visitantes gritaban "Que viva Churumba!". El tablero electrónico del auditorio tenía el mensaje "El León Mayor descansa en paz". EL primero en llegar a su sepelio fue el joven Marcelo Maldonado Candelario, el mismo estuvo desde las 4:00 a. m. de la madrugada esperando que abrieran los portones del auditorio.
El féretro fue regresado a una funeraria local para una ceremonia familiar. El día después, lunes, 19 de enero, una oración fue hecha en la Catedral de Nuestra Señora de la Guadalupe en la plaza de Ponce, después de tener el féretro en la Alcaldía de la ciudad.
El sepelio de Cordero fue en el Cementerio La Piedad de Ponce. Rafael Hernández Colón y su hermano estuvieron a cargo de la oratoria de duelo.
Cordero dejó dos hijas, gemelas fraternas Solange Marie y Mara Bianca, y su viuda Madeline Velasco, quien durante su discurso funeral culminó con la famosa frase de Cordero "Ponce es Ponce, y lo demás es 'parking'!".
Durante el séptimo juego de la serie final de la liga de Baloncesto Superior Nacional de Puerto Rico, el jugador "Toñito" Colón, del equipo de los Leones de Ponce, levantó la silla de Cordero en celebración de su duodécimo campeonato que fue dedicado al fenecido alcalde. La silla de Cordero ha sido reservada durante los juegos locales del equipo, en memoria del alcalde.
Por otro lado en marzo de 2006 la Academia Caribbean World Of Martial Arts Family Inc. (CWOMAF TEAM) viajó al exterior en dos ocasiones; el competidor internacional Steven Rodríguez y la Couch Isabel Rivera con la aprobación y bendición de la respetable viuda del Sr. Cordero, la Sra. Madeline Velasco, le solicitaron permiso para dedicarle estos dos campeonatos al "León Mayor"; este equipo llevó un gigantesco letrero a los campeonatos del exterior que decía en inglés, "Venimos a pelear en honor a la memoria de Rafael Cordero Santiago". Este equipo obtuvo el trofeo del país más sobresaliente y con más preseas. Los competidores se inspiraron en el valor incansable de su amado alcalde y "León Mayor".
- Datos: Q7282087